# داريوش شايغان
داريوش شايغان (2 فبراير 1935  -22 مارس 2018) مفكر إيراني معاصر بارز ومنظر اجتماعي مختص في الفلسفة المقارنة والمعنوية التراثية الشرقية. اشتهر بكتاباته عن الحضارات الشرقية وعلاقتها بالحضارة الحديثة وطريقة تمثلها للحداثة الذذهنية وقيمها والاختلافات الكبيرة في بنية هذه الحضارات لدرجة التناقض، هو أول من استخدم مصطلح حوار الحضارات وذلك في مؤتمر عقد في طعران 1977 حظي بمتابعة وثناء دولي كبيرين.

لمع نجم داريوش شايغان في المنطقة العربية بعد أن تمت ترجمة أعماله للعربية، وكانت أفكاره قد ظهرت قبل ذلك في كتابات عدد من المنظرين العرب مثل محمد أركون وجورج طرابيشي، وأثارت الآراء التي طرحها في أشهر كتبه ما الثورة الدينة: الحضارت التقليدية في مواجهة الحداثة  نقاشات عديدة بين المثقفين العرب 

حصل على عدد من الجوائز أهمها جائزة الحوار العالمي عام 2009، كما فاز بجائزة اتحاد الكتاب الفرنسيين عن روايته أرض المعراج في 26 ديسمبر 2004 .

## حياته وتعليمه
ولد داريوش شايغان في طهران عام 1935 كانت والدته جورجية تنحدر من عائلة فرّت هربا من الثورة الروسية العام 1917، اما أبوه فكان مسلما ينحدر من الاقلية الاذرية في إيران، بيت الطفولة لعائلة شايغان كان الساكنون فيه يتحدثون باللغات الروسية والفارسية والتركية والعربية وكان مدرسه للموسيقى أرمنياً وطبيب العائلة زارادشتي والسائق مسيحي آشوري، وهكذا فان كل مكونات الفسيسفاء الإيرانية الاثنية والدينية والقومية، كانت الجزء الحيوي من حياته اليومية، في طفولته دخل داريوش مدرسة تبشيرية فرنسية، بعد إنهائه دراسته الإعدادية في عام 1954، أُرسِل شايغان إلى سويسرا ليدرس الطب. لكنّه كان مُهتماً بالأدب والفلسفة واختار ما يجمع بين الإثنين: العلوم السياسية. فبعد اجتيازه امتحاناته، ذهب إلى كولين، حيث تلقّى محاضراتٍ ألقاها الفيلسوف الألماني مارتن هايدغر. وأصبح بعدها طالباً عند مؤسس علم النفس النمائي الفرنسي الشهير جان بياجيت.

عودةً إلى إيران في عام 1960، قرر أن يُصبح مُتخصّصاً باللغة والثقافة الهندية وبدأ يدرس السانسكريتية. وبعد عامين ونصف، بدأ يُدرّس السانسكريتية والأسطورة الهندية في جامعة طهران. وفي الأعوام اللاحقة وصولاً إلى عام 1976، عندما أسس المركز الإيراني لدراسة الحضارات بعد قرارٍ ملكيٍ أصدرته فرح ديبا، ركّز عمله على الفلسفة المقارنة.

وبإشرافٍ من مؤرخ الأديان الفرنسي الشهير هنري كوربين، كتب المخطوطة التي أصبحت فيما بعد أطروحته لنيل الدكتوراه من جامعة السوربون في باريس عن بحثه بعنوان الهندوسية والتصوف عام 1986.شغل بعدها منصب أستاذ كرسي الفلسفة المقارن بجامعة طهران، تم تعيين سنة 1977 مديراً للمركز الإيراني لدراسة الحضارات بمرسوم ملكي وحتى 1979 عندما اندلعت ثورة الخميني الإسلامية وتم إغلاق المركز لأمه كما قال شايغان: " لأنهم اعتبروه مِن "الكماليات التي لا فائدة منها". وقبل هذا، فقد واجه رغباته الذاتية، التي زرعتها عائلته فيه، بأن ينسلخ عن جميع التقاليد. أصبح مسلماً ممارساً للعبادات، وانضمّ لجماعةٍ صوفيةٍ، وتعلّم العربية، ومارس التقشّف – فترةٌ مِن حياته دامت سبع أعوام، انصرف بعدها إلى دراسة الظواهر والفكر النقدي والتفكيكية.

## أهم أفكاره

### تعارض الحضارات التقليدية مع الحداثة
انطلاقاً من دراسته للحضارات الشرقية على يد المستشرق الفرنسي الشهير هنري كوربان وتدريسه لها في جامعة طهران ثم السوربون ومركز الدراسات الإسماعيلة  توصل شايغان للفكرة الرئيسية في معظم كتبه ومقالاته، وهي أن هناك تعارض كلي بين بنية الحضارة الحديثة وبنية الحضارات التقليدية، وأن هذه الحضارات لم تشارك التاريخ أعياده  بمعنى انها لم تشهد المخاض العسير لتشكل العقلانية المعاصرة عبر الصدمات الثلاثة: الصدمة البيولوجية والصدمة الكوسمولوجية والصدمة السايكلوجية، ولم تعرف هذه الحضارات هذا الفصل بين الفكر والإيمان وليس لديها فلسفة للتاريخ بل ليس للتاريخ عندها معنى على الإطلاق حيث أن التاريخ بالنسبة لها هو كما يسميه شايغان (تاريخ النجاة الآخروي) مثلاً يقول شايغان: أن التاريخ بالنسبة للمسلمين الشيعة هو دورتان الدورة الأولى هي دورة النبوة وتجلي الحقيقة المحمدية في التاريخ ابتداءً من آدم وحتى التجلي الكامل عند محمد ثم تبدأ بعدها دورة الولاية ابتداءً من علي بن أبي طالب وتنتهي بعودة الإمام المنتظر وينتهي التاريخ عندها. عكس الحضارة الحديثة التي أصبح التاريخ بالنسبة لها هو تدرج وتغيرات مستمرة تحكمها عوامل يمكن معرفتها عبر فلسفات التاريخ المختلفة.

لم تعرف المجتمعات التقليدية التغييرات الكبرى التي أحدثها العلم في العقل الحديث، من نزع السحر عن العالم، وريضنة الطبيعة وتفكيك التصور الأسطوري للطبيعة وتغير نظرة الإنسان لنفسه ولمكانه في العالم ومكان الأرض من العالم. بينما لا يزال العالم ساحراً والإنسان له موقع المركز منه في الوعي التقليدي لمن يسميهم شايغان رعايا الحضارات التقليدية وبالتالي لا تعرف هذه المجتمعات الآثار الاجتماهية لهذا التحول من رواج ثقافة التصنيع وبروز الصبغة الفردانية والتفتيت الاجتماعي حيث لم يظهر بعد الفرد كأساس للمجتمع الذي تحكمه الكتل الطبري مثل القبائل والطوائف.

### التغرب اللاواعي والعلمنة اللاواعية
يقول شايغان أن الحضارات التقليدية عندما اصطدمت في المرحلة الإستعمارية لأول مرة بفكر الحداثة والحضارة الكونية الجديدة، حاولت مقاومتها لكن ونسبة لأنها تتأثر بالحضارة الحديثة حتى وهي تحاول مقاومتها مثلاً يقول في كتاب ما الثورة الدينية: ان حركات الإسلام السياسي الحديثة التي تتحدث عن صلاحية الدين لكل الأزمنة وعدم تعارضه مع العلم أو القيم الحديثة مثل الديمقراطية وحقوق الإنسان، هي في الحقيقة تعلمن الدين وتفرغه من محتواه الروحي التقليدي؛ بمعنى انه عندما نقول أن الدين لا يتعارض مع العلم أو مع الديمقراطية فهذا معناه ان الدين أصبح يستمد مشروعيته من هذا الانسجام مع الحضارة الكونية وليس من الإيمان بصدقه بالغيب، كما ظل على الدوام في تاريخ هذه المجتمعات قبل الصدمة مع الحضارة الحديثة.هذه العملية يسميها شايغان العلمنة اللاواعية والتغرب اللاواعي.

### انهيار بنى الفكر التقليدي
يقول شايغان في كتاب ما الثورة الدينية وبعد أن يستعرض هذه البني التي يقول أنها مشتركة في الحضارات التقليدية ويقصد بها: الإسلامية، الصينية، الهندية ان هذه البنى قد انهارت بسبب الحداثة، ويقصد بهذه البنى الرؤى الإسلامية خاصة الصوفية والهندية والصينية للعالم والإنسان ودورات الوجود، ودورة حياة الإنسان..الخ، ونتج عن هذا الانهيار بحسب شايغان حالة من التخبط لرعايا الحضارات التقليدية في تعاملهم مع الأفكار الحديثة التي لم يشاركوا في إنتاج أسسها النظرية.

### ابتذال الماركسية
يخصص داريوش شايغان في كتابه أوهام الهوية وما الثورة الدينية: الحضارات التقليدية في مواجهة الحداثة فصول عديدة لمناقشة الماركسية كما تعرفت عليها المجتمعات التقليدية، فبعد أن يستعرض الأصول النظرية للماركسية في الفكر الغربي يصل لخلاصة مفادها أن الماركسية حلقة أخيرة في سلسلة مترابطة لم تتعرف المجتمعات التقليدية إلا على الحلقة الأخيرة من هذه السلسة يقول في صفحة 254 من ما الثورة الدينية:

فليست أطروحات ماركس النظرية هي التي راجت في حضاراتنا، لكن ما راج هو ماركسية دوغمائية مبتذلة، حرفتها مصفاة اللينينة. إنها في أحسن الأحوال ماركسية البيان الشيوعي ذي النغمة النبوية: ((إن تاريخ كل المجتمعات إلى يومنا هذا هو تاريخ صراع الطبقات)). إنه شعار عقائدي يفتن ويغوي ويفسر بطريقة سحرية كل ما حدث ويحدث، وينتج عن ذلك فوراً آيدولوجيا تدنس البرجوازي وتقدس البروليتاري، مع أنهما لا يوجدان في هذه المجتمعات التقليدية إلا في صورة غائمة. ومن ثم تبرز الرؤية المانوية للعالم، إذ تتحول الرأسمالية - أي الغرب بأسره - إلى قدر غاشم، ويصبح الإستغلال نظير الخطيئة الأصلية، والبرجوازي رمز للقوى الشريرة، والبروليتاري ملاكاً محرراً، والثورة بعثاً، والمجتمع اللاطبقي الجنة المفقودة وقد استعيدت.

### لا توجد غير حضارة واحدة
يرى شايغان انه لا توجد اليوم إلا حضارة واحدة كونية واحدة هي الحضارة الغربية وقيمها السياسية والاقتصادية والاجتماعية، وأن المجتمعات التقليدية لا تستطيع مقاومة هذه الحضارة وخلق نموذج حضاري جديد وكل مقاومة أو فكر مقاوم لهذه الحضارة الغربية لا ينتج عنه إلا مزيداً من التغرب اللاواعي. وأن قيم الحضارات التقليدية قد انتهى زمنها كأرضية سياسية أو اقتصادية ولكن بقي فقط دورها الروحي.

## كتبه
كتب داريوش شايغان عدداً من الكتب والمقالات والأبحاث باللغات الفرنسية والإنجليزية والفارسية وترجم عدد منها إلى اللغة العربية أهمها.
- كتاب ما الثورة الدينية: دار الساقي بيروت 2004 .[11]
- أوهام الهوية، دار الساقي، بيروت [11]
- النفس المبتورة، دار الساقي، بيروت، 1991 [12]
- النور يأتي من الغرب [13]
- الأصنام الذهنية والذاكرة الأزلية، دار الهادي، 2007، ترجمة وتحقيق محمد نجف.[14]

## وصلات خارجية
- مع داريوش شايغان: “الفضاء الافتراضي” بمثل ثراء العالم الأسطوري ـ الشعري - ألان فالاد وباتريس فان، ترجمة نجوى بركات
- مقال يناقش فكرة مكر الحداثة
- مقابلة مع داريوش شايغان بمجلة الصباح الجديد العراقية
- هل الثورة دينية حقاً؟، مقال يناقش فكرة ما الثورة الدينية